# 张献忠
张献忠（1606年9月18日—1647年1月2日），字秉吾，號敬軒，陝西延安衛柳樹澗（今陕西省榆林市定边县郝滩镇刘渠村）人，明末民變首领之一，自封大西皇帝，主要割据于四川。後因殺伐太濫，不得民心，統治動搖，被清朝政府剿滅。

## 生平

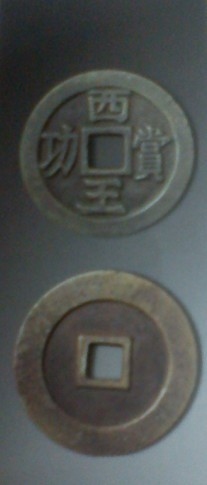
张献忠政权铸“西王赏功”钱

### 明末起事
明万历三十四年（1606年）九月十八日出生于陝西延安卫柳树涧（今陕西省榆林市定边县郝滩镇刘渠村），出身贫苦，初从军籍，担任过捕快、下級军吏，后因犯法被判死刑，雖然被陳洪範請求特赦，但也被免職處分。
崇祯三年（1630年），张献忠在米脂追随府人王嘉胤起事，自号“八大王”，以骁勇多力著称，又因体貌魁奇、面色微黄，得绰号「黄虎」。初属王自用，后自成一军，王死后改投高迎祥。高迎祥称闯王，张献忠、李自成号闯将。崇禎四年（1631年）六月，王嘉胤兵敗被殺，張獻忠受洪承疇招安，但翌年（1632年）又叛。
1635年（崇祯八年）张献忠参与荥阳之会，议决进取，与高迎祥等共攻略东方，攻破凤阳，焚明皇陵，并自称“古元真龙皇帝”。不久张献忠与李自成因故分裂，张献忠率部攻长江流域，李自成攻黄河流域。崇禎十年（1637年）秋天，張獻忠從河南進入湖廣，向襄陽進攻。總兵秦翼明兵寡不敵，一路退敗，湖廣震動。明廷急調左良玉、馬爌、劉良佐等合兵阻截，张献忠遭明军总兵官左良玉部的擊敗，部队严重受损，张献忠本人也受伤。退守湖北房、竹一帶。

### 立足襄蜀
崇禎十一年（1638年），张献忠又在湖北穀城受兵部尚書熊文燦招安，被授予副将一職。驻地王家河，易名太平镇，以示休兵。崇禎十二年（1639年），楊嗣昌與五省軍務總理熊文燦密謀，“出師關洛，趨會鄖襄”，打算夾擊張獻忠，張獻忠“殺知縣阮之鈿，隳穀城”，重举反明的大旗。转战四川境，巡撫邵捷春、參軍廖大亨、閣部楊嗣昌等部隊都拿他沒奈何，献忠戲稱：「前有邵巡撫，常來團轉舞。後有廖參軍，不戰隨我行。好個楊閣部，離我三天路。」崇祯十四年（1641年），破襄阳，杀襄王朱翊铭，“發銀五十萬以赈飢民”，监军兵备副使张克俭、推官邝曰广、知县李大觉、游击黎安民等也被杀死。崇祯十五年（1642年）3月，张献忠攻克舒城，将舒城改名“得胜州”，在此初设政权，以医士胡立浦为丞相，设吏、刑二部和各种官职。5月，袭取庐州。8月，攻克六安州，再建农民政权，國号“天命”。崇祯十六年（1643年）三月，在黄州称“西王”；五月，据武昌，称“大西王”，將楚定王朱華奎溺死。
崇禎十七年（1644年）正月，李自成封张献忠为秦王。春，大西軍“陷夔州，至萬縣，水漲，留屯三月，已，破涪州”。六月，占領重慶，明瑞王朱常浩、四川巡撫陳士奇、重慶知府王行儉等被處死。八月（8月9日）攻破成都，巡抚龙文光、總兵劉佳胤、蜀王朱至澍及其嫔妃全部自杀身亡。张献忠号称60万大军，很快控制了四川大部分州县，并自称“大西国王”。十一月庚寅（12月4日）登基成为大西皇帝，改元大順，以成都为西京。

### 兵敗被殺
顺治三年（1646年）清兵南下，清军到达川北之际，张献忠亦從成都出兵对抗清军，行前将自己的妻妾幼子全部杀光，避免自己战败后其亲属被清军俘获。留守汉中的劉進忠投降清军。十一月己巳（1647年1月2日）張獻忠於鳳凰山（西充縣和鹽亭縣交界處，西充縣城東南15公里的多扶場西）多寶寺前太阳河畔侦察时被清肃亲王豪格的前锋劉進忠部射殺身亡。張獻忠死後，他的四個義子李定國、孫可望、劉文秀、艾能奇率大西政權歸順南明抗清，轉戰貴州、雲南。
據傳張獻忠起事途徑梓潼時曾被同為張姓的梓潼帝君（即文昌帝君）託夢勿殺邑民，使張獻忠將梓潼視作同宗兄弟，由此梓潼居民沒有被全面屠殺，日後裴、賈族人更為張立廟塑像拜祭，清朝時被朝廷搗毀，復建至今仍在。

## 滥杀及屠蜀

### 屠杀記載
依據谷应泰著《明史纪事本末》記載，張献忠曾有如下屠杀行為：
- 崇禎十四年（1641年）四月，張献忠、羅汝才合兵攻陷随州，知州徐世淳敗死，全家被杀，官吏與百姓全部屠殺而不遺留，血流成溝渠。
- 崇禎十五年（1642年）八月，張献忠再度攻陷六安，将州民全數砍断一臂，男左女右。
- 崇禎十五年十二月，張献忠再度东進，攻下桐城後屠城。
- 崇禎十六年（1643年）五月，張献忠沿江而上，破漢陽後率軍渡河，兵臨武昌城下。楚王府新募兵為內應，開門迎接。楚王朱華奎被囚於籠中，沉江而死。屠殺士民数万人，投尸江中。尚余数万人，驅趕出城，以铁骑围而逼入江中。剩餘民眾数百人，多砍断手足，凿毁目鼻，无一全角者。
- 崇禎十六年八月，献忠在湘潭徵集船隻数千艘欲北渡，忽然起大风，吹翻船隻百余艘，溺死数千人。因而再回岳州，尽杀所掠奪的妇女，投尸於江中。焚燒船隻，火勢延伸四十里，江水夜明如白昼。
- 崇禎十七年（1644年）六月，张献忠攻陷涪州、泸州，蜀王朱至澍告急，请求救兵师于南都。左良玉兵屯德安。張献忠顺流而下攻陷佛图关，遂围重庆。官兵盡力守城，四日被攻陷，瑞王朱常浩全家受难，旧抚陈士奇也被殺。贼兵在重庆屠殺，抓取万余壮丁，割去耳鼻，砍断一手，驱趕至各州县，告之若兵至不降，以此为鑑。
- 崇禎十七年八月，张献忠进陷成都，蜀王全家受难，巡抚龙文光暨道府各級官吏皆被殺。張献忠要求全蜀绅士至成都，全部杀害。隨後公告科舉取士，远近诸生争相前往。張献忠派兵包围，击杀数千人，蜀中文士皆亡。其後又大杀蜀中百姓。

### 屠蜀争议
四川盛傳张献忠屠城無數，尤其屠蜀，立下七殺碑，兩側碑文分別為：「天生萬物以養人，人無一物以報天」 ，中間有七字「殺殺殺殺殺殺殺」，不分男女老幼，逢人便是帶到此碑之下斬殺。目前发现的张献忠屠蜀史料有：《张献忠陷庐州纪》、《流贼张献忠祸蜀记》、《孤儿吁天录》、《大西通纪》、《破山集》、《蜀难叙略》、《歐阳氏遗书》、《张献忠屠蜀记》、《客滇述》、《雅州受难记》、《汉嘉受害记》、《蜀记》、《纪事略》、《五马先生纪年》、《蜀破镜》、《荒书》、《圣教入川记》、《山城纪事》、《流离传》、《劫后录》、《绥寇纪略》、《续绥寇纪略》、《滇蜀纪闻》、《滟滪囊》、《老神仙传》、《广阳杂记》、《明季南略》、《井蛙杂记》、《罪惟录》、《蜀龟鉴》、《蜀碧》、各地方志、四川民间家谱等450余种。
鲁迅在《晨涼漫記》中说：“他（张献忠）开初并不很杀人，他何尝不想做皇帝，后来知道李自成进了北京，接着是清兵入关，自己只剩没落这一条路，于是就开手杀，杀......他分明感到天下已没有自己的东西，现在是在毁坏别人的东西了，这和有些末代的风雅皇帝，在死前烧掉了祖宗或自己所搜集的书籍古董宝贝之类的心情，完全一样。他还有兵，而没有古董之类，所以就杀，杀，杀人，杀......李自成已经入北京做皇帝了，做皇帝是要有百姓的，他要杀之他的百姓，使他无皇帝可做。”
南明和清朝人记载张献忠战死时川人已几乎被其屠尽，但此后清軍仍然在四川和南明军队作战多年，张献忠于盐亭县凤凰山被流矢射杀身亡。张献忠死后，余部继续转战四川各地。直到顺治十六年（1659年），清军攻陷南明渝城（重庆）后，才算占領四川。
胡昭曦認為這些自相矛盾的記載證明屠蜀的真正主謀是南明地主阶级武装对四川劳动人民的反攻倒算，而非在公元1647年已死的农民革命领袖張獻忠。明史專家陳學霖教授批評相關學者基於政治需要及在階級鬥爭意識型態的影響下，美化张献忠等人「農民起義」，但亦肯定相關史學家對糾正舊史記載的一些重疊錯誤，如釐清張獻忠殺人的數字，及四川多少人及哪一類人如何被殺等爭議性問題的貢獻。
相關文獻如《明季南略》和《客滇述》、明朝遺民顧山貞以及西方傳教士等人的記述皆指出張獻忠是屠川元凶：
- 計六奇《明季南略》記載：「獻忠遂屠重慶，砍手三十餘萬人，流血有聲。」
- 《客滇述》：“獻忠既陷成都，盡伐梨樹，做宮室馳道，練兵於此。賊兵之樵採者，盡入城中，拆毀房屋以為薪。又發兵四出，搜各州縣山野，不論男女老幼，逢人便殺；如是半載。八月，獻忠毀成都城，焚蜀王宮殿，並焚未盡之民房。凡石柱亭欄，皆毀之；大不能毀者，更聚薪燒裂之。成都有大城小城，本張儀所築，漢昭烈帝修之。以大石，貫以鐵絙，壯麗甲天下。宮殿之盛，亦不減京師。至是，盡為瓦礫矣。獻忠又令其大家遍收川兵殺之，及其妻子男異性，惟十時以下者僅留一、二。”
- 西方傳教士利類思和安文思被張獻忠封為“天學國師”，目擊張獻忠屠殺，1918年古洛東根據他們的原始記錄寫成的《聖教入川記》說：“殘殺之後，成都為之一空。除少數官員外，別無居民。荒涼慘象，不忍矚目。獻忠剿滅成都後，命令各鄉鎮村民移居成都。”[16][17]

在張獻忠死後出現了清軍跟南明軍對峙的局面，清軍的勢力於川北保宁一带，而南明军队占据着四川境内大部分州县。根據《蜀龟鉴》的記載，经过张献忠军队的屠杀，川南的人口损失约50％，而川北的人口几乎损失殆尽。尽管川南和川北都遭到了张献忠的军队的屠杀，可是到了张献忠死后，南明与清朝对峙的时期，南明控制的川南，人口明显多于清朝控制的川北。川北遭受的破坏，比川南严重得多，由於各軍事力量基本上都要經過川北入川，可見川北為主戰場。因此，综上所述，清朝军队以十三年的時間才平定四川，並不是表示清军一直在屠杀四川人。
此外，明末清初四川人口的锐减，是多股势力混战的最终恶果，张献忠雖然不是主兇，但仍然是屠川元兇其中一原因。 順治六年（1649年），刑科給事中陳調元揭匯報入川清軍將領亂殺無辜的情況：「不得已而动大兵剿之，民贼相混，玉石难分，或全城俱歼，或杀男留妇。」

### 毀滅古物
大西軍在成都「入城樵采，凡先聖賢祠廟，民居屋宇，悉毀為薪，於是自東漢以來古跡，明太祖所頒圖書彝器，至是皆盡」。明末的成都有寺廟94所，包括武侯祠在內，無一存者。川中各州縣的情況「園亭寺廟無不焚毀」。

## 佚事

### 個人思想
對天文及地理有興趣的張獻忠因懷疑兩名傳教士藏有天文著作不肯獻出，不時大發雷霆之怒，欲置其於死地。實則司鐸所藏之書為艾馬祿爾（P. Emmanuelis）司鐸所著之超性學書，講明天主教誡律，與天文學無關。及二司鐸解釋全書「皆論管理人良心之事，教人知道當避罪惡，雖在罪惡危險之中，當獨向正道，方得永福」。獻忠聞之稱讚，因此息怒：
「維時某官得有西文書一本，呈之獻忠（此是超性學書，俗名公義書。下卷論人事篇，係艾馬祿爾司鐸所著者。前時，利、安二司鐸遭僧黨之害，書籍各物均被搶劫，此書乃落入若輩手中故也）。獻忠以為此書即是天文書，隨即請二司鐸入內，笑謂之曰：『吾已獲天文書矣，請二位講與我知書中之意。』二司鐸一見此書，即知是超性學書。遂向獻忠曰：『大王以此為天文書耶？此非天文書，乃超性學書，其中並未言及天文學與日月蝕說。全書皆論管理人良心之事，教人知道當避罪惡，雖在罪惡危險之中，當獨向正道，方得永福。』司鐸承獻忠之命，遂念書中一段，後譯成華文，獻忠聞之，大為奇異天主教誡律之聖，且讚之曰：『此法律如此精詳，管理人良心，誠為不二法門。故歐洲各國風俗純美，實由此聖律而來也。然此等法律為川人無益，伊等固執於惡，不從此聖教聖令，寧願從我刀劍之下，不服聖律。故吾奉天地大主之命，殄滅此種僧黨及世上惡人。凡仇爾等者，吾亦仇之』云云。」
張獻忠在聽到司鐸天主教誡的解說之後，大為奇異，稱讚其法律如此精詳，管理人良心，誠為不二法門，認為歐洲各國風俗純美，實由此聖律而來。不過他續言：「然此等法律為川人無益，伊等固執於惡，不從此聖教聖令，寧願從我刀劍之下，不服聖律。故吾奉天地大主之命，殄滅此種僧黨及世上惡人。凡仇爾等者，吾亦仇之」云云，故意將司鐸的解說扭曲，作為殄滅僧黨及世間定性為「惡人」的藉口及理據。

### 千船沉銀

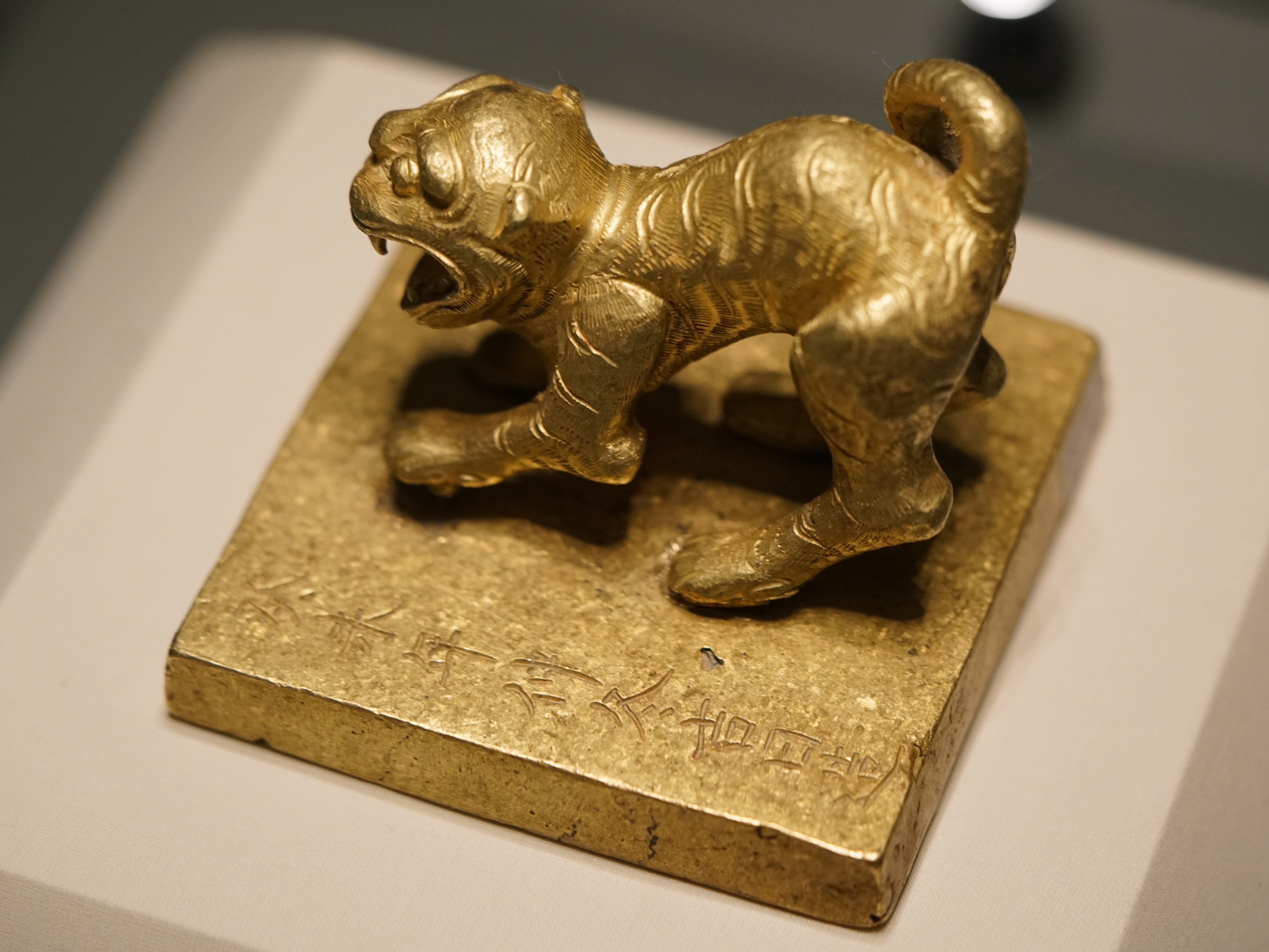
虎钮“永昌大元帅”金印，江口沉银地出水，有学者认为是张献忠用印。

清順治三年，張献忠在兵敗時率軍撤離成都，帶寶物載船沿岷江南下，行至彭山雙江河遭南明軍官楊展伏擊，所載之金銀珠寶亦隨船沉入江中。即历史上传说的「江口沉银」。2010年，眉山市人民政府将彭山区江口镇的江口沉银遗址，列为眉山市级文物保护单位。直到2015年，專家找出當年的沉船遺址，並順利在2017年大規模封江開挖後，出土許多珍貴的文物，包含張獻忠分封嬪妃的金冊、銀冊，以及金銀幣、銀錠、金戒指等，還有鐵刀劍等兵器。

## 流行文化
2021年后，在中國大陆因各種矛盾激化导致的随机伤人事件增多，其名號也被用来代指無差別殺人与“加速主义”，把為報復社會而訴諸無差別殺傷途人的行為及其媒體報導稱之為「獻忠」或「獻忠事件」，成为一个网络迷因，更衍生出「獻忠學」。網民將張獻忠與激進左派、民粹主義、革命共產主義思潮關聯起來，指其符合多數社會主義革命和歷史上平民起義的暴力消滅階級思想，且更進一步，稱讚張獻忠的濫殺無辜為「平等」的社會問題解決方案，反映出流傳千年、已臻極致、無法繼續發展的階級消滅主張的絕望特徵。但使用者常常未意識到張所表現的此種絕望，不注意張思想裏鄙視專制週期循環中群眾的暴動文化、認為民眾行為亦使道德風俗墮落、故遵循舊邏輯也要消滅之的部分，因而不考慮一般的單純鼓吹平民起義、極左文革思潮與張的暴行相悖。张献忠的梗的传播和网络意见领袖劉仲敬的联系很大。然此梗在微博上仍然可以使用，並沒有被完全封殺。

## 影視形象

### 電影
| 年份   | 地區 | 作品       | 演員   |
| 1984年 | 中國 | 《雙雄會》 | 杨在葆 |

## 延伸阅读
[在维基数据编辑]
 《明史卷三百〇九》，出自《明史》
 在维基共享资源阅览影像

### 引用
1. ↑  「嚴錫命受知於賊，條陳甚多。嘗言：『陛下繼嗣不廣，皆由兵間所掠女子，不足以配聖德。今有故相陳演女，才德色俱全，宜正坤位』。賊即以陳氏為后，演子為翰林學士」。《客滇述》，顧山貞
2. ↑  《小腆紀年·卷二》：考曰：本顧景星「白茅堂集」。又云：『獻忠大書驛壁：「山前山後皆出松，地平平地柳成陰；桃李笑柳柳笑松，千秋萬古還是松」。關西張秉吾題吊李新』云云。是獻忠既字敬軒，又字秉吾也
3. ↑  吳偉業《綏寇紀略·卷十》：遙呼曰張敬軒將軍救我，敬軒者獻忠招安時所以自號也。
4. ↑  彭遵泗《蜀碧·卷三》：獻忠有號曰「敬軒」，在房、穀受招時自取也。
5. ↑  《绥寇纪略》卷九云，“李自成生于万历三十四年”，又说与献忠同岁。余瑞紫：《流贼陷庐州府纪》说，九月十八日为献忠生日。
6. ↑  《明季北略》卷十六，《张献忠围桐城》条云：“九月初十为献忠生日”。
7. ↑  《平寇志》卷三记载：“献忠少从军，隶总兵王威麾下，犯法当刑。陈洪范以别将谒威。献忠等十八人己解衣就刑，见陈，仰而乞命，洪范为之请，威不肯赦。献忠缚最后，年少，貌奇伟。洪范目而异之曰：‘若必不可原，请特贳此儿。’威笑而允之，曰：‘诺。’十七人伏法，献忠鞭一百独免。”
8. ↑  康熙十二年《延绥镇志》卷五之四，《纪事志》中说：“张献忠者，延安卫柳树涧人也。为府中快手，不得志，去而从神一魁，领红旗为先锋，有力多诡，同夥咸尊事之。”
9. ↑  查良佐：《罪惟錄》，〈列傳〉卷三十一
10. 1 2  《明史》卷三0九，〈張獻忠傳〉
11. ↑  楊嗣昌：《楊文弱先生集》卷三十二
12. ↑  《明季北略》卷十七
13. ↑  《明史·张克俭传》记载：“十二年擢湖广佥事，监郧、襄诸军。杨嗣昌镇襄阳，深倚仗之。张献忠、罗汝才之败也，小秦王、浑世王、过天星等皆降，嗣昌处之房、竹山中，命克俭安辑。十四年二月擢右佥都御史，巡抚河南。未闻命，献忠令人假督府军符诳入襄阳城。克俭不能辨，夜分，贼从中起，焚襄王府。克俭仓皇奔救，为贼所执，大骂死。推官邝曰广、摄县事李大觉、游击黎民安死焉。”
14. ↑  .   [2023-02-14]. （原始内容存档于2023-02-14）.
15. ↑   (PDF).   [2019-03-14]. （原始内容 (PDF)存档于2021-01-14）.
16. 1 2 3 4  陳學霖.  (PDF). 《中國文化研究所學報》. 2011年, (52): 65–69  [2014-08-27]. （原始内容存档 (PDF)于2015-09-23）.
17. ↑  . 天府早報 (新華網). 2010年4月8日  [2015年8月26日]. （原始内容存档于2016年5月28日）.
18. ↑  郑光路. . 四川民族出版社. 2010年1月. ISBN 9787540944032. “顺治四年至顺治七年.....此阶段清军常处于下风，退守川北保宁一带。南明军队这期间占据着四川境内大部分州县。”
19. ↑  《蜀龟鉴》：“川南死于献（张献忠）者十（之）三四，死于瘟、虎者十（之）二三，而遗民百不存一矣。川北死于献者十（之）三四，死于摇黄者十（之）四五，死于瘟、虎者十（之）一二，而遗民千不存一矣。”
20. ↑  《客滇述》：「丙戌唐王隆武二年（魯監國元年、清順治三年），清使肅王擊獻忠。獻忠聞之，自引兵至平陽關，遇清兵與戰，大敗而還。時川西、川北州縣皆為賊所屠，成都百姓亦不自安；會獻忠敗還，益懷異志。獻忠覺之，恐人圖己，一晝夜，易其處十二、三，或潛伏寺院佛像後、或扮兵卒遍遊酒肆妓院，聽人私語。於是盡屠其民。一日，獻忠獨坐食饅頭，忽空中下數萬手來奪饅頭。一日，獨坐院中，忽聞琴瑟簫管之聲。獻忠怒，拔刀斬之；見無頭女子數十人，各弄樂器。獻忠大駭，昏撲於地。又成都城中，至黃昏後，輒聞人偶語。往視之，則皆空屋也。賊兵夜出，則鬼擊之。獻忠惡其不祥，遂出城，居東門外中園。中園者，蜀王之外囿也，中有梨花數千本：成都俗，嘗以三月三日於此走馬為樂。獻忠既陷成都，盡伐梨樹，作宮室馳道，練兵於此，號為御營；至是居焉。賊兵之樵採者，盡入城中，拆毀房屋以為薪。又發兵四出，搜各州縣山野，不論老幼男女，逢人便殺；如是半載。八月，獻忠毀成都城，焚蜀王宮殿，並焚未盡之民房。凡石柱亭欄，皆毀之；大不能毀者，更聚薪燒裂之。成都有大城小城，本張儀所築，漢昭烈帝修之。甃以巨石，貫以鐵絙，壯麗甲天下。宮殿之盛，亦不減京師。至是，盡為瓦礫矣。獻忠又令其眾遍收川兵殺之，及其妻子男女，惟十歲以下者僅留一、二。四川之禍，屠城、屠堡、屠山、屠野、屠全省，甚至千里無人，空如沙漠；自亙古以來，未嘗有也！」
21. ↑  張琅《燼餘錄》：“今统以十分而论之，其死于献贼（张献忠）之屠戮者三，其死于摇黄之掳掠者二，因乱而相残杀者又二，饥而死者及二，其一则死于病也。”。
22. ↑   蕭一山《清代通史．第一卷》，中華書局，1986年，第79頁
23. ↑  楊培德《關於梓潼神廟內的張獻忠塑像》，弘道2011年第4期／總第49期
24. ↑  . NOWNEWS. 2010-12-13  [2017-03-21]. （原始内容存档于2017-03-21） （中文（臺灣））.
25. ↑  . 蘋果日報. 2017-03-21  [2017-03-21]. （原始内容存档于2017-04-28） （中文（臺灣））.
26. ↑  . 端传媒. 2021-06-22  [2021-06-22]. （原始内容存档于2021-06-29）.
27. ↑  胡不归. . 歪脑. 2021-07-16  [2021-11-11]. （原始内容存档于2022-06-10） （中文（中国大陆））.
28. ↑  梁宏达, , 2024-11-29  [2024-12-01], （原始内容存档于2025-04-30）

## 外部連結
- 陳學霖：〈傳教士對張獻忠據蜀稱王的記載 （页面存档备份，存于）〉.
- Pre-20th Century Genocide （页面存档备份，存于） （英文）.

| 前任： - | 大西皇帝 1644年—1647年 | 繼任： - |